# Drechselberg
Der 836 m hohe Drechselberg gehört zum Gemeindegebiet Schönsee im Oberpfälzer Landkreis Schwandorf, Bayern, und liegt zwischen der Ortschaft Schönsee und der östlichen Nachbargemeinde Stadlern.
Sein Gipfel ist bewaldet und bietet keine Aussicht.
An seinem westlichen, Schönsee zugewandten Hang befinden sich eine Rodelbahn und eine kleine, 1828 erbaute Kapelle, die „Magdalena“. Zu ihr führt vom Freibad Schönsee ein Kreuzweg hinauf.
Am „Frauentag“, dem 15. August, Mariä Himmelfahrt, pilgern viele Schönseer über den Drechselberg zur Wallfahrtskirche nach Stadlern.
Am Nordwesthang des Drechselberges befinden sich die Geotope Steinfelsen und Magdalenafels.
Am Nordosthang des Drechselberges entspringt der Lohbach.